# Geschiedenis van de Joden in de Nederlandse koloniën

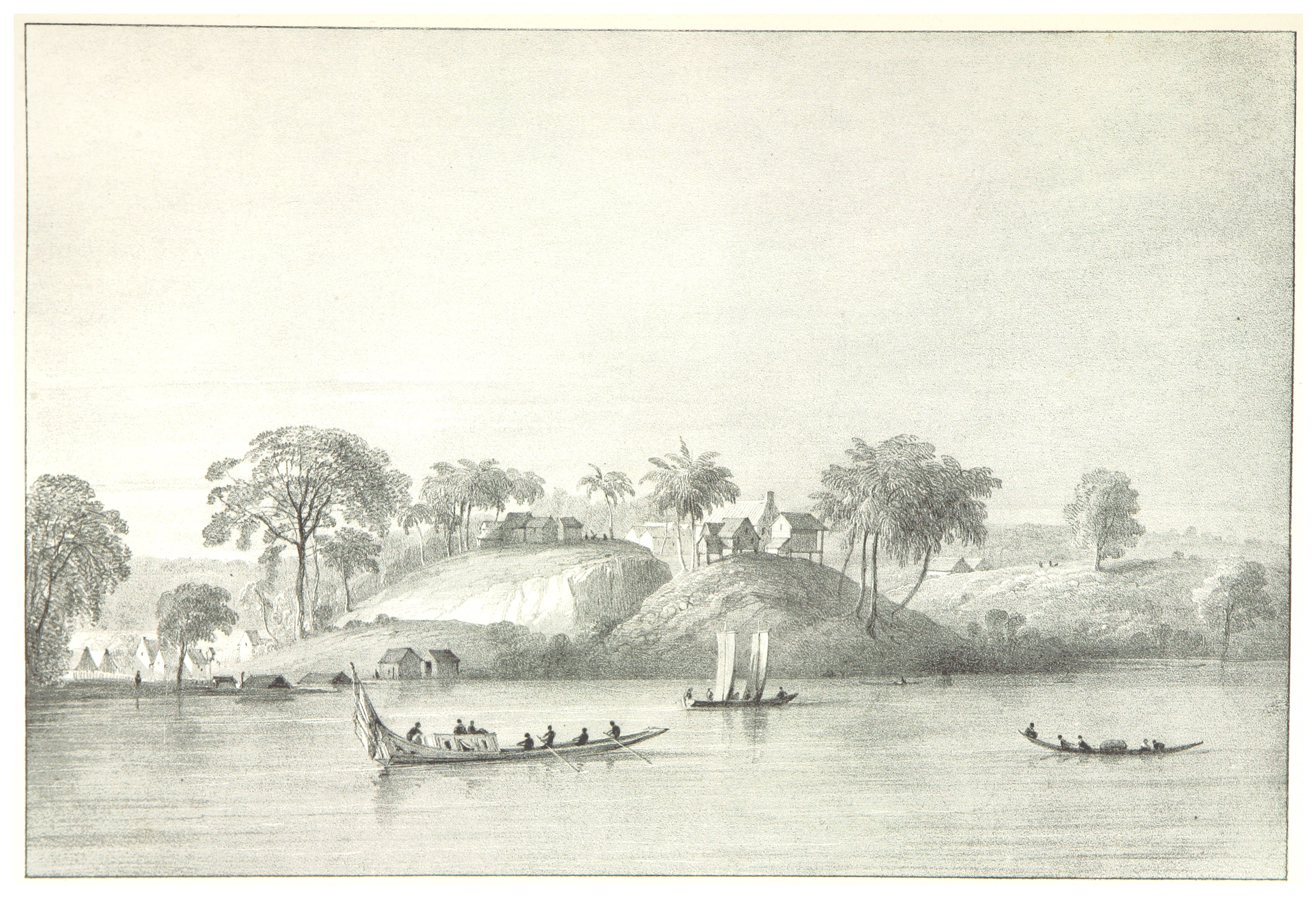
Jodensavanne, nederzetting van Sefardische Joden aan de Surinamerivier. (ca. 1830)

Ten aanzien van de plaats die de Joden in de koloniale geschiedenis van Nederland innemen bestaat een opmerkelijk verschil tussen Oost en West. In het voormalige Oost-Indië vervulden zij nimmer een eigen rol; in Suriname zowel als in Curaçao daarentegen vormen zij nog steeds een groep van betekenis.

## Suriname
In Suriname dateert de eerste vestiging van wat zou uitgroeien tot een betrekkelijk talrijke joodse bevolking van een tijdstip dat vermoedelijk een dertigtal jaren vroeger ligt dan 1667. In dat jaar werd de tot dan toe Britse kolonie door een eskader van Zeeuwse oorlogsschepen veroverd en vervolgens bij de Vrede van Breda definitief aan Nederland toegewezen. Eind 17e eeuw telde Suriname meer dan 90 Portugees-Joodse families en zo'n 40 à 50 Hoogduitse Joden. De totale joodse bevolking kwam op ongeveer 600 zielen. Zij hadden op dat moment meer dan 40 plantages in eigendom en hielden zo'n 9.000 slaven. Een eeuw later, in 1788, telt de stad Paramaribo 1.119 huizen waarvan er 213 eigendom zijn van Joden. De totale Europese bevolking van de stad bestond toen uit zo'n tweeduizend personen, daarvan was meer dan de helft van joodse afkomst. Er bestond een Portugees-Israëlietische gemeente en de Joden hadden ruime vrijheden die waren samengevat in een Engels charter van 1665. Dat handvest was een navolging van oudere Hollandse bepalingen omtrent joodse kolonisten in Amerika. De Surinaamse gemeente vormt waarschijnlijk de oudste blijvende vestiging van Joden op Amerikaanse bodem. In de loop der 18e eeuw werd naast de Portugese ook een Hoogduitse gemeente gesticht.

## Curaçao
Op Curaçao waren onder de eerste kolonisten uit Nederland, die zich daar na de verovering in 1634 vestigden, reeds enkele Joden. Dit waren Portugese cq Sefardische Joden. Zij waren voornamelijk in de handel actief, niet in plantagelandbouw zoals in Suriname. De eerste joodse gemeente op Curaçao werd in 1651 gesticht. Toen Nederlands-Brazilië -na tientallen jaren van Nederlands bestuur- in 1654 door de Portugezen werd heroverd, vluchtten veel Joden van Brazilië naar Curaçao, omdat ze daar een vrijer bestaan verwachtten. Een kleine groep joodse kolonisten afkomstig uit Amsterdam noemde zich Mikvé Israel (Hoop van Israel) en richtte een synagoge op. In 1674 werd een derde synagoge gesticht. Halverwege de 18e eeuw kende Curaçao de grootste joodse gemeenschap van de Amerika's met ongeveer 1.500 personen (270 gezinnen). In de 20e eeuw voegden zich bij hen Asjkenazische Joden uit Oost-Europa.
Momenteel heeft Curaçao twee synagogen: een orthodoxe en een liberale. Beide joodse gemeenten hebben een Hebreeuwse school (jesjiva) en een mikwe (ritueel bad). De orthodoxe synagoge staat in de wijk Mahaai in Willemstad. De liberale synagoge staat aan de Hanchi di Snoa in Punda en is de oudste nog functionerende synagoge op het westelijk halfrond. Eerder was er een liberale synagoge aan het Wilhelminaplein, de Tempel Emanu-el geheten, maar deze is in 1964 opgeheven. In het gebouw zetelt nu het Openbaar Ministerie.

## Sint Eustatius
In het midden van de zeventiende eeuw trok Sint Eustatius kolonisten aan, waaronder Nederlandse, Spaanse en Portugese Joden. Onder de eersten bevonden zich in 1655 joodse glasblazers uit Amsterdam, die bekend stonden om de productie van waardevolle blauwe kralen. Vervolgens nam de joodse emigratie uit verschillende regio's toe, met name tussen 1757-1813, dankzij gunsten die de Hollanders verleenden aan Portugese sefardim, waardoor de handel en economie van het eiland werden gestimuleerd.
De joodse gemeenschap op Sint Eustatius floreerde en hield zich bezig met handel, scheepseigendom en suikerrietteelt. Ze behielden culturele en taalkundige diversiteit, waarbij Sefardische Joden voornamelijk Ladino spraken en Asjkenaziem Jiddisch. De gemeenschap richtte in 1739 de Honen Dalim synagoge op, een teken van hun welvaart en religieuze toewijding.
Sint-Eustatius speelde een belangrijke rol in de Amerikaanse Revolutie, omdat het diende als een cruciaal bevoorradingspunt voor de opstandelingen. Dit tegen de achtergrond van de vierde Engels-Nederlandse Oorlog. Ondanks Britse pogingen om deze bevoorradingslijn af te snijden, zorgden kooplieden, waaronder de Sefardische Joden, voor de aanschaf van essentiële militaire uitrusting, ten gunste van de Amerikaanse zaak. De anti-Britse houding van de Hollanders leidde tot de bezetting van Sint Eustatius door de Engelsen in 1781. Zij pakten de Joden hard aan; velen werden gedeporteerd en hun bezittingen in beslag genomen. De synagoge die beschadigd raakte bij een orkaan in 1772 raakte verder in verval. Hoewel sommige Joden later terugkeerden naar Sint Eustatius, vestigden anderen zich in plaatsen als Sint Thomas, waar ze nieuwe synagogen stichtten. Vandaag de dag getuigen de ruïne van de synagoge, de mikwe en de kleine Jewish Cemetery van de eens zo levendige joodse aanwezigheid op Sint Eustatius.

## Aruba
In 1753 arriveerde Moses Salomo Levy Maduro als eerste jood in Aruba. Vanaf 1924 vond een kleine immigratie plaats vanaf Nederland, Suriname, en Oost-Europa. Tijdens de Tweede Wereldoorlog nam het aantal migranten toe. In 1942 werd de Jewish Country Club opgericht in Palm Beach. De club werd in 1946 erkend door Aruba als religieus centrum, en op 1 december 1956 door het Koninkrijk der Nederlanden. In de jaren 1960 vertrokken veel joden, en werd de club gesloten. Op 4 november 1962 werd de Beth Israël Synagoge in Oranjestad ingewijd.

## Indië (Indonesië)
In het toenmalige Oost-Indië heeft voor zover bekend nooit een joodse gemeente bestaan; het aantal Joden was er in verhouding tot de Europese bevolking nooit zo groot als in de West-Indische koloniën. Ze vervulden wel een niet onaanzienlijke rol bij de eeuwenlange Europese overheersing van Oost-Azië. Men vond Joden in alle kringen van de Europeanen: in het bestuur, de rechtspraak, balie, handel, landbouw en nijverheid. Men vormde echter geen min of meer afzonderlijke groep, zoals in Suriname en op Curaçao onder de invloed van de bijzondere plaatselijke omstandigheden en historische tradities wel het geval was. De verhouding tussen Joden en de rest van de bevolking in Oost-Indië liet niets te wensen over.
In en na de Tweede Wereldoorlog deelden de meeste Joden in Indonesië het lot van de Europese ingezetenen: niet alleen de Japanse bezetting maar ook de anarchie na die periode en de onafhankelijkheidsstrijd van de Indonesiërs maakten veel slachtoffers. Velen verloren hun bezittingen en vertrokken berooid naar elders. Volgens tellingen waren er in 1957 nog 450 Joden in Indonesië, in Jakarta Hoogduitse Joden en in Surabaya Sefardische Joden van Iraakse afkomst. In het begin van de jaren 60 emigreerden een aantal Joden naar de Verenigde Staten, Australië en Israël. Her en der verspreid over de archipel leven nog enkele joodse families. In 1969 waren er nog 20 Joden in Jakarta en in Surabaya 25. De laatste synagoge op Java, die in Surabaya, is in 2013 om onduidelijke reden gesloopt. Er resteert nog een joods gebedshuis in Indonesië, gevestigd te Manado op Sulawesi.
Literatuur
- Daniel Metz en Reginald Koé: Selamat Sjabbat (2014)
- Liesbeth Rosen Jacobson: A Welcoming Refuge?’ (2021) in: Jewish culture and History 22/2.